# 札幌石材馬車鉄道
札幌石材馬車鉄道（さっぽろせきざいばしゃてつどう）は、札幌の南にある石切山での石材採掘、馬車鉄道による札幌市街地への輸送、およびそれらを用いた建設業などを行っていた会社。のちに業務を馬車鉄道のみとし、市街地に多くの路線を敷設。札幌市電の前身となった。

## 概要
1902年（明治35年）5月に札幌石材合資会社札幌石材の薮惣七は石材を運搬するために馬車鉄道敷設を道庁に出願した。道庁では沿線の影響を札幌区へ諮問した。これに対し区会は慎重論と推進論で議論が進まなかった。さらに日露戦争による外国品輸入制限のために事業中止命令が出され敷設計画は延期を余儀なくされた。ようやく1907年（明治40年）になり軌道特許状が下付されたので、札幌石材馬車鉄道株式会社に改められた。
1910年（明治43年）5月、最初に開業した路線（のちの石山線）は山鼻（現在の南2条西11丁目付近）から石山通を南下し、硬石山付近で豊平川を渡って後の定山渓鉄道石切山駅付近を経由し、穴の沢（現在の石山緑地付近）に至るものであった。主に石切山の軟石を運んでいたが、当初から12人乗りの客車によって1日3往復の旅客輸送も行っていた。冬は馬そりによる輸送に切り替えられた。
市街地に敷設された路線のほとんどは札幌市電のルートと重なっている（1条線、豊平線の一部、および西4丁目線、中島線、苗穂線など）。ただし函館本線の北側には進出しなかった。
1918年（大正7年）の北海道大博覧会を前に路面電車化の工事が始まると、改軌のためすべての軌道が一旦撤去された。この時点で20人乗りの客車を30両以上保有していた。馬鉄のまま残された石山線については1919年（大正8年）区会において軌道撤去が諮問され、諮問のとおり是認され馬車鉄道は全廃された。

## 路線データ（開業時）
- 路線距離：山鼻 - 穴の沢間、約11.5km
- 軌間：762mm
- 動力：馬

## 沿革
- 1904年（明治37年）札幌石材合資会社を札幌石材馬車鉄道合資会社へ社名変更[4]
- 1907年（明治40年）7月18日 軌道特許状下付（札幌郡平岸村大字穴ノ沢-同郡藻岩村大字山鼻村界間 7.16哩）[5]
- 1907年（明治40年）7月10日 札幌石材馬車鉄道株式会社設立[6]
- 1910年（明治43年）5月1日 平岸村-藻岩村間（6.62マイル）開業[7]
- 1910年（明治43年）10月15日 軌道特許状下付（札幌区南1条西14丁目 - 苗穂町間他）[7]
- 1911年（明治44年）2月 株主総会において札幌市街鉄道に社名変更を決議[8]
- 1912年（明治45年）7月 札幌市街軌道に社名変更[8]
- 1915年（大正4年）1月20日 北3条東2丁目-苗穂町間他開通[9]
- 1916年（大正5年）10月 札幌電気鉄道に社名変更[8][10][11]
- 1916年（大正5年）10月7日 軌道特許状下付（札幌区北3条西3丁目-同区北3条東2丁目間）[12]
- 1917年（大正6年）7月19日 軌道特許失効[13]
- 1917年（大正6年）8月 札幌電気軌道に社名変更[14][11]
- 1918年（大正7年）4月：路面電車化のため、軌道を撤去。
- 1919年（大正8年）12月13日 軌道特許失効（平岸村 - 藻岩村間 廃止のため）[15]

以後は「札幌市電#歴史」を参照。

## 輸送・収支実績
| 年度 | 乗客（人） | 貨物量（トン） | 営業収入（円） | 営業費（円） | 益金（円） | その他益金（円）        | その他損金（円）   | 支払利子（円） | 開業距離（哩） |
| ---- | ---------- | -------------- | -------------- | ------------ | ---------- | ----------------------- | ------------------ | -------------- | -------------- |
| 1910 | 7,380      | 2,000          | 4,406          | 3,007        | 1,399      | 石材18,371              | 石材18,255         |                | 6.62           |
| 1911 | 9,471      | 3,400          | 7,081          | 5,229        | 1,852      | 雑収2,664石材11,861     | 47,254             |                | 6.62           |
| 1912 | 187,080    | 6,514          | 12,517         | 18,500       | ▲ 5,983    | 石材43,285              | 石材37,038         |                | 12.80          |
| 1913 | 409,619    | 6,733          | 34,020         | 40,552       | ▲ 6,532    | 3,912                   | 評価益金戻入42,060 |                | 12.80          |
| 1914 | 545,124    | 7,645          | 32,653         | 40,109       | ▲ 7,456    | 石材13,814              | 石材5,706          | 7,988          | 13.07          |
| 1915 | 693,682    | 5,024          | 39,946         | 46,598       | ▲ 6,652    | 石材13,850              | 石材15,076         |                | 13.07          |
| 1916 | 798,165    | 7,393          | 54,909         | 53,280       | 1,629      | 15,765                  | 15,085             |                | 12.69          |
| 1917 | 771,870    | 8,469          | 63,564         | 63,025       | 539        | 石材34,258 助成金54,223 | 16,356             |                | 12.55          |
| 1918 | 45,989     | 2,165          | 33,469         | 34,916       | ▲ 1,447    |                         |                    |                | 1.34           |

- 鉄道院年報、鉄道院鉄道統計資料各年度版

## 備考
- 会社を設立した4人のうちの1人、助川貞二郎はササラ電車を開発した助川貞利の父親である。
- 1983年（昭和58年）に開設された北海道開拓の村では、当時の客車を復元し村内を走らせている。